# 洞天

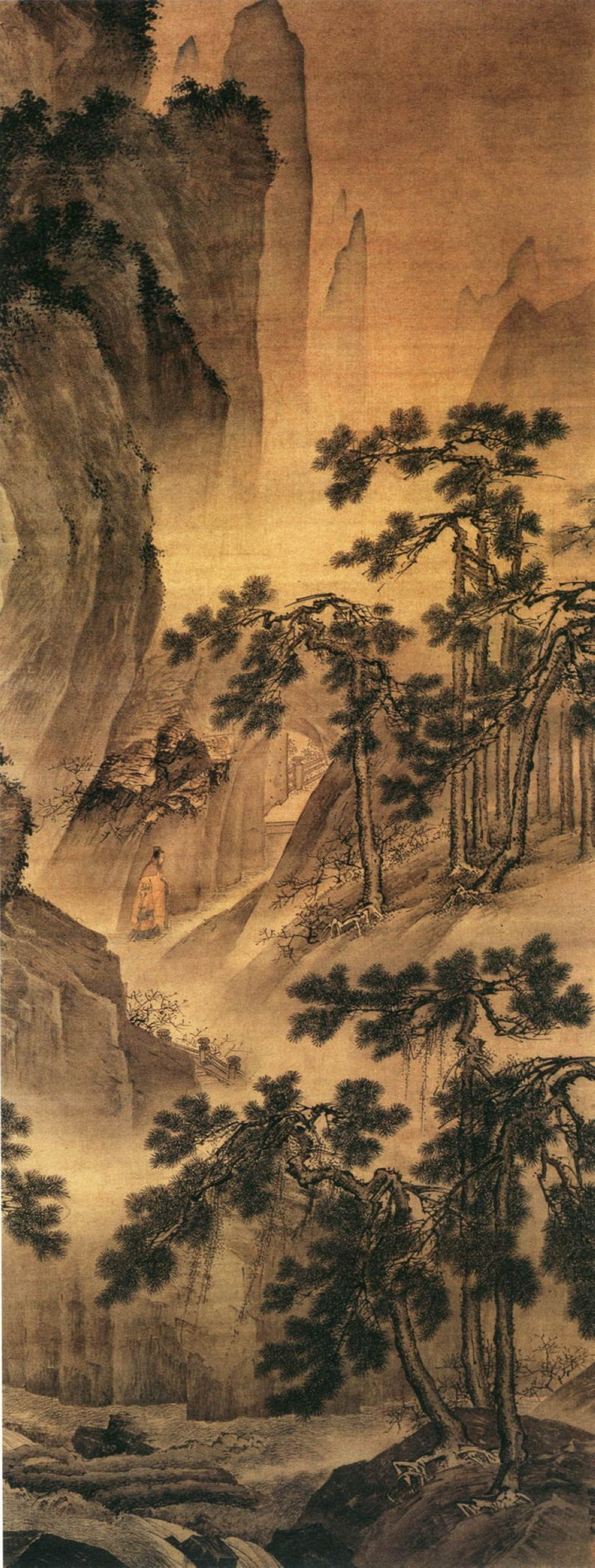
明代戴進《洞天問道圖》

洞天，中國道教傳說中的仙境，位於山嶽之內，有洞穴與山外相通，當中有日月照明、草木鳥獸、仙人城市，景象與世間相似，各有地道相連。道士修道精誠，或可進入洞天，得以登仙度世，亦偶有凡人誤入其中。洞天傳說形成於晉代，有十大洞天及三十六小洞天之說，影響了中國文學作品，啟發志怪小說有關遊歷仙境的故事。

## 構思
洞天位於山中空虛之處:193，其想象可能源自石灰岩地質溶洞的奇特景觀，基本概念可見於漢代緯書:355、351，當中記述名山之間各有洞穴相通。洞天內有日月照明:352、354，晝夜交替，「日月分精照之」，與山外之天相似，自成一時空世界:53，有樹林和珍禽異獸，宛如仙境:354。洞天中世代和時間轉瞬即逝:53，身處其中，日月可能甚為短暫，但人間同時已經過幾百年:376。地道接通各地洞天，神仙可來往其中，縮短兩地的距離:53、69。在洞天修道，是登仙捷徑:218，道士要進入洞天，須誠心誠意，預先齋戒。一些修道之士因有仙緣，進入洞天獲得道術或經訣，得以悟道度世；也有些人因採藥、斬柴或遊山而誤入洞天之中:361、351，當中景象或與俗世相似，人們進入後可能全然不覺。洞天裏的仙官掌管生人的生籍和死籍:66、64，當中仙人較天庭中的仙官更逍遙自在，不受拘束:384。
洞天傳說乃道教探求樂園的神話，符合六朝時江南士人的亂世期望:191，是人們心中不可征服的避難所，反映人們對幸福天堂的強烈渴望:202、195。

## 發展
晉代《靈寶五符經》詳述遊歷洞天的故事:160：夏禹治水時，獲神靈賜予仙經《靈寶五符》，得以治理洪水，大功告成後，藏《靈寶五符》於太湖洞庭島下林屋洞天中。孔子時，龍威丈人在黑暗迷宮中跋涉過千里，抵達一座光亮朗煥的城市，終於發現《靈寶五符》:641。4世紀時，洞天的概念詳載於《茅君傳》等上清經，三十六洞天及十大洞天傳說先後出現，謂五嶽及各大名山皆有洞天，茅山下的金壇洞天被視最神聖的洞天之一:58-59、61。上清經認為道士勤於修練瞑想法，才能進入洞天:190。唐代道士司馬承禎和杜光庭使洞天理論系統化，司馬承禎《天宮地府圖》和杜光庭《洞天福地嶽瀆名山記》都列出十大洞天及三十六小洞天:58、55。

## 影響
受洞天傳說影響，道教視名山洞穴為舉行齋醮等儀式的最佳地點，唐朝進行「投山水龍簡」的儀式，為皇帝及皇室祈福，把刻有祝文的銅版投入名山洞穴中:60-61。洞天傳說影響了文學作品。柏夷（Stephen Bokenkamp）認為，《靈寶五符經》所記洞天故事，啟發陶潛撰寫〈桃花源記〉:173、160。兩者情節相似，深入洞穴都始於尋找流水源頭，入口既窄且暗，然後豁然開朗，到達人們聚居之處；回到世間後向官員報告其事，而洞天和桃花源對凡人來說都是難以企及的:164。晚唐皮日休曾造訪洞庭山洞穴，寫下〈太湖詩〉：「幽塘四百里，中有日月精，連亘三十六，各各為玉京。」:173-174其〈入林屋洞〉詩亦強調洞天奇景:361。
志怪小說發揮洞天傳說的主題，往往講述一個人無意中闖入洞天，卻因眷戀塵世，或厭倦極樂而暫時返回人世間，之後就永遠失去天堂:65-66。劉義慶《幽明錄》講述，黃原打獵時誤入穴中，進入洞中世界，與洞中女子妙音結婚，最後思歸辭別:378。王嘉《拾遺記》記述採藥者進入洞庭山洞天:195。9世紀鄭還古《博異志》記載一人鑿井時，聽到地下傳出雞犬雀鳥之聲，深入穴內探查，發現光彩流離的仙境，「乃別一天地日月世界」:65。杜光庭《神仙感遇傳》講述蜀氏進入白鹿山洞天:195，又記前秦人李班因山洞中流出的溪水常有瓜果樹葉，深入洞穴考察，發現原來是神仙所居的山洞:67。